# Referendum na Węgrzech w 2016 roku
Referendum na Węgrzech – odbyło się 2 października 2016. Dotyczyło obowiązkowych kwot relokacji imigrantów w Unii Europejskiej.

## Pytanie referendalne
Pytanie referendalne brzmiało:

Czy chcesz zezwolić na to, aby Unia Europejska mogła nakazywać obowiązkowe przesiedlanie osób niebędących obywatelami węgierskimi na terytorium Węgier bez zgody Zgromadzenia Narodowego?

## Wyniki
Według wyników referendum po przeliczeniu 98,56% głosów 98,28% osób biorących udział w głosowaniu odpowiedziało "nie".
Według oficjalnych wyników referendum na Węgrzech 98,36% osób biorących udział w głosowaniu odpowiedziało "nie". Zaledwie 1,64%  wyborców, którzy oddali ważny głos, zagłosowało za kwotami. Ponieważ odsetek ważnych głosów w stosunku do całkowitej liczby uprawnionych wyborców wyniósł 41,32 proc., biuro już w wieczór po zakończeniu głosowania podało, że referendum nie jest wiążące, gdyż nie osiągnięto progu 50 proc. uprawnionych.

## Galeria

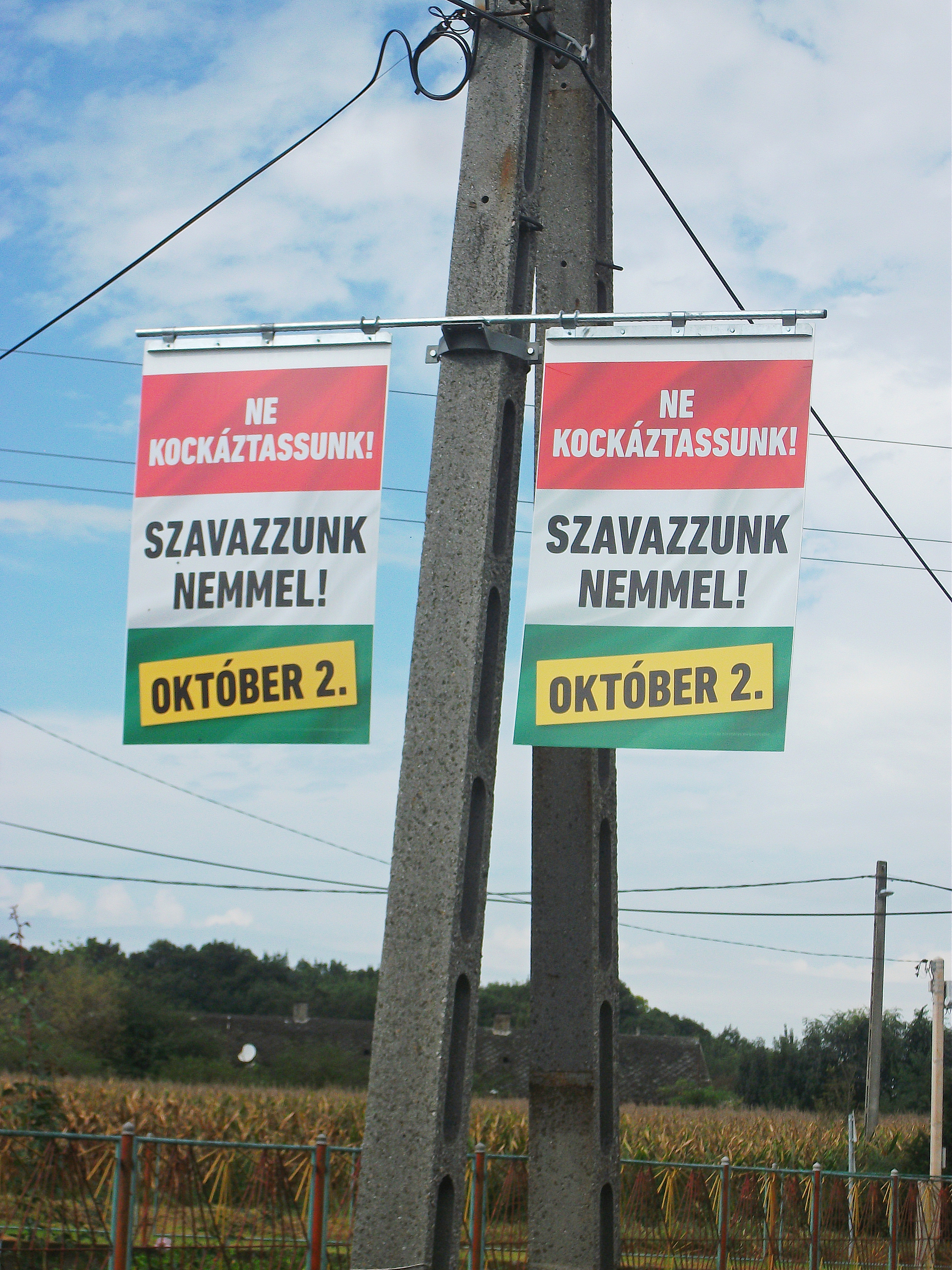
Plakaty referendalne rządu: „Nie ryzykujmy! Głosujmy NIE!”
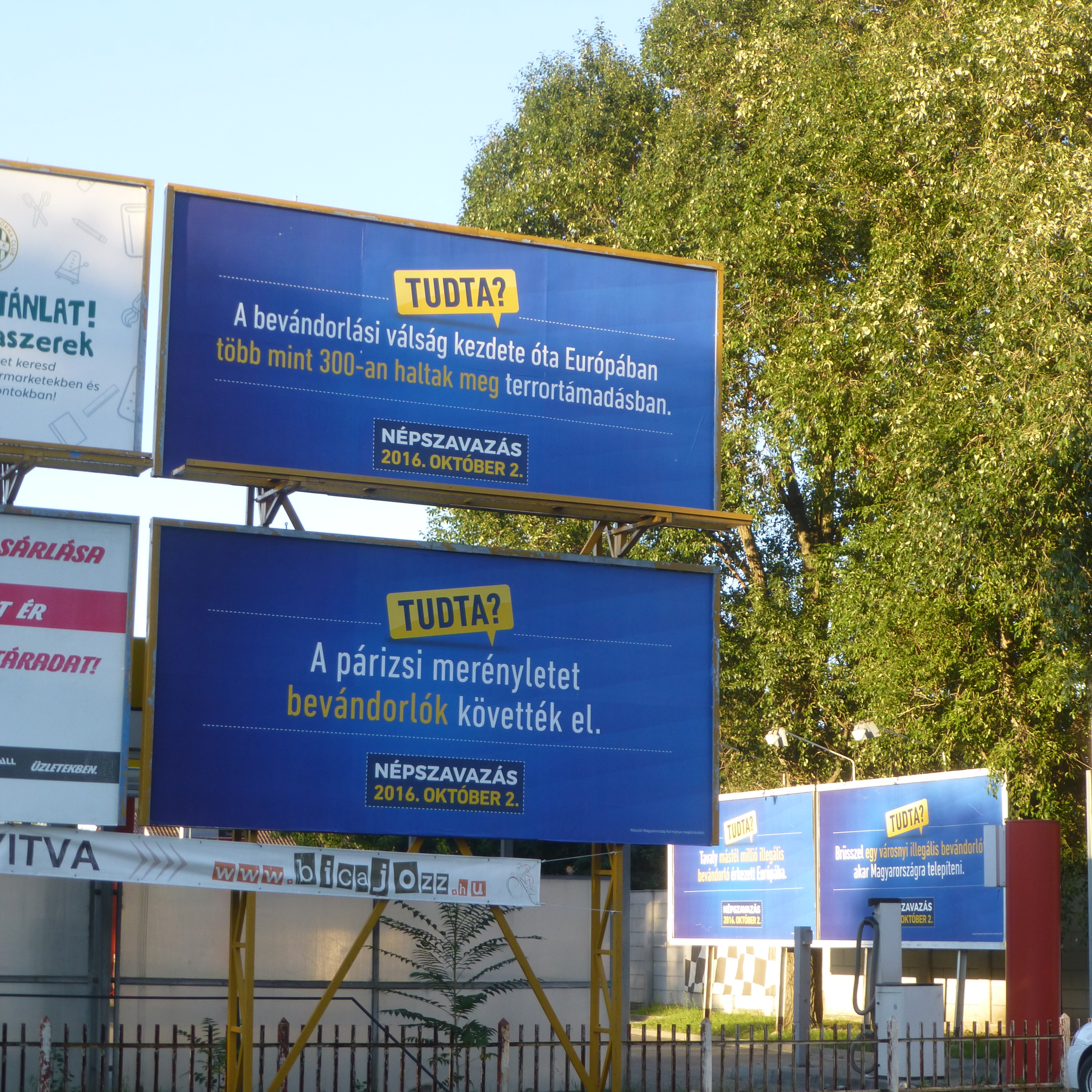
Billboardy referendalne rządu
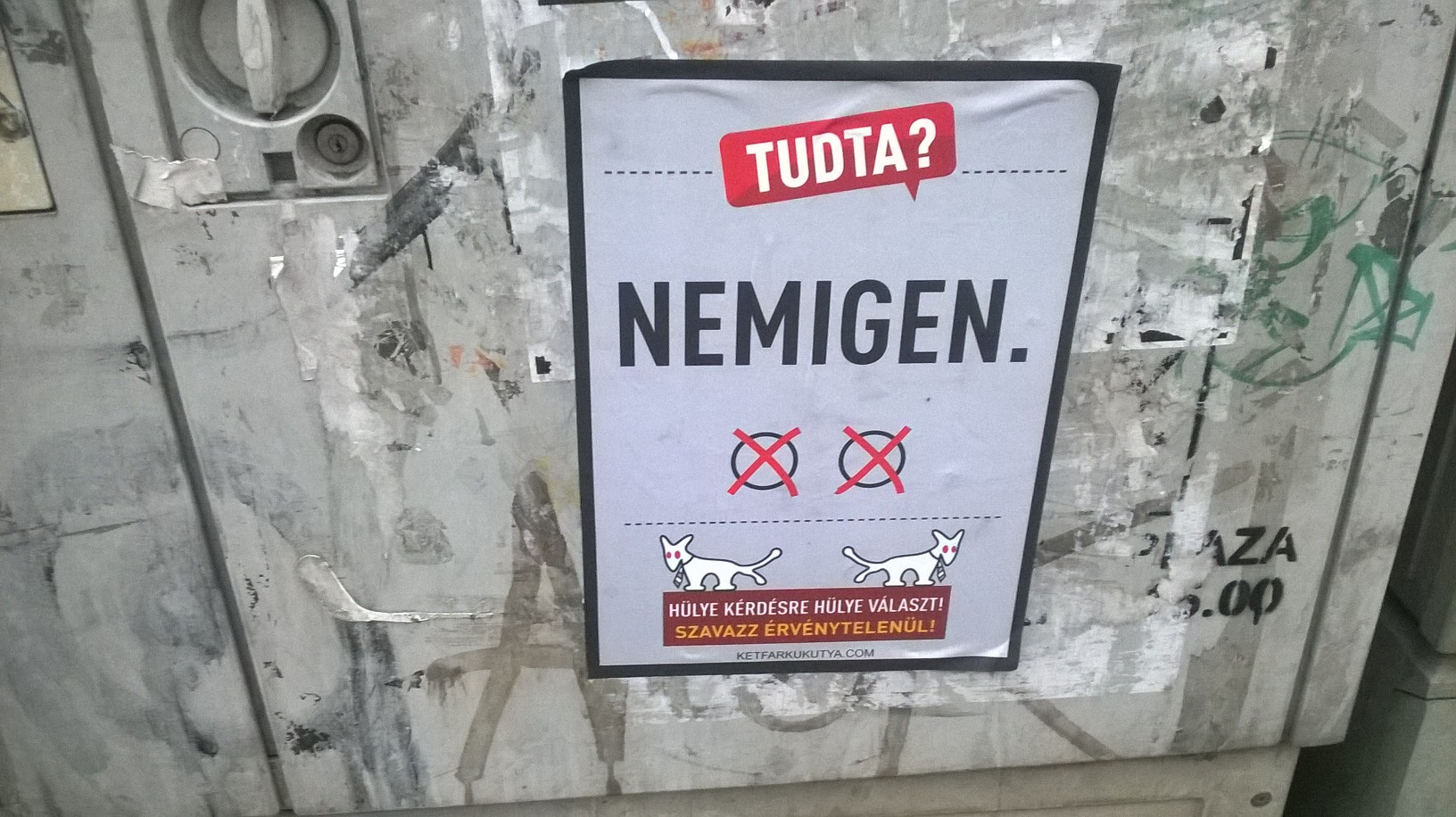
Plakat Węgierskiej Partii Psa o Dwóch Ogonach parodiujący kampanię referendalną rządu: „NIETAK”